# Fátima Pinto
Pour les articles homonymes, voir Pinto.
Fátima Pinto, née le 16 janvier 1996 au Portugal, est une footballeuse portugaise évoluant au poste de milieu de terrain. Elle est internationale A portugaise depuis 2013. Elle évolue au Sporting Portugal.

## Biographie[1]
Fátima Pinto commence à jouer au football à l'âge de 7 ans dans des équipes de garçons au sein de la Juventude Atlantico Clube. En 2009, à l'âge de 13 ans, elle part vers de l'équipe féminine du Grupo Desportivo APEL, club de sa ville natale, Funchal. En 2013, elle signe avec l'Atlético Ouriense, qui évolue en première division. Avec ce dernier, elle réussit le doublé, coupe-championnat, lors de la saison 2013/2014, devenant ainsi la première joueuse de l'île de Madère à le faire.
La saison suivante, elle part en Espagne et signe avec un club de Liga Femenina. Claudia Neto est contactée par le Santa Teresa CD, mais elle est déjà engagée auprès d'un club suédois, le Linköpings FC. Elle l'appelle afin de savoir si le club espagnol peut la contacter. Ces derniers après avoir regardé des vidéos, et l'avoir fait participer à des entraînements, ils l'a font signer pour deux saisons. Après ces deux saisons, elle retourne au Portugal pour jouer pour le Sporting CP son club de cœur. 
Avec les lionnes de Lisbonne, elle est de nouveau couronnée en Championnat (2 fois), en Coupe (2 fois), en supercoupe (1 fois). Le 19 mars 2018, elle est classée par le prix "Quinas de Ouro" parmi les "11 meilleures joueuses" de la ligue portugaise féminine. Le prix est organisé chaque année par la Fédération portugaise de football en collaboration avec l'"Associação Nacional dos Treinadores de Futebol" et le "Sindicato dos Jogadores Profissionais de Futebol". En juillet 2018, elle prolonge avec le club lisboète jusqu'en 2021

## Statistiques

### En club
| Saison                | Club                  | Championnat           | Championnat | Championnat | Coupe(s) nationale(s) | Coupe(s) nationale(s) | Compétition(s) continentale(s) | Compétition(s) continentale(s) | Compétition(s) continentale(s) | Sélection | Sélection | Sélection | Total | Total |
| Saison                | Club                  | Division              | M.          | B.          | M.                    | B.                    | Comp.                          | M.                             | B.                             | Équipe    | M.        | B.        | M.    | B.    |
| 2011-2012             | GD APEL               | Foot à 7              | -           | -           | -                     | -                     | -                              | 0                              | 0                              | U19       | 4         | 0         | 4     | 0     |
| 2012-2013             | GD APEL               | Foot à 7              | -           | -           | -                     | -                     | -                              | 0                              | 0                              | U19       | 8         | 1         | 8     | 1     |
| Sous-total            | Sous-total            | Sous-total            | 0           | 0           | 0                     | 0                     | -                              | 0                              | 0                              | -         | 12        | 1         | 12    | 1     |
| 2013-2014             | CA Ouriense           | Liga Feminina         | 4           | 0           | -                     | -                     | -                              | 3                              | 1                              | A         | 6         | 0         | 13    | 1     |
| Sous-total            | Sous-total            | Sous-total            | 4           | 0           | 0                     | 0                     | -                              | 3                              | 1                              | -         | 6         | 0         | 13    | 1     |
| 2014-2015             | Santa teresa CD       | Liga Femenina         | -           | -           | -                     | -                     | -                              | 0                              | 0                              | U19 & A   | 5         | 0         | 5     | 0     |
| 2015-2016             | Santa teresa CD       | Liga Femenina         | 14          | 0           | -                     | -                     | -                              | 0                              | 0                              | A         | 7         | 0         | 21    | 0     |
| Sous-total            | Sous-total            | Sous-total            | 14          | 0           | 0                     | 0                     | -                              | 0                              | 0                              | -         | 12        | 0         | 26    | 0     |
| 2016-2017             | Sporting CP           | Liga Allianz          | 25          | 7           | 5                     | 0                     | -                              | 0                              | 0                              | A         | 10        | 0         | 40    | 7     |
| 2017-2018             | Sporting CP           | Liga Allianz          | 21          | 8           | 5                     | 1                     | LDC                            | 3                              | 0                              | A         | 10        | 1         | 39    | 10    |
| 2018-2019             | Sporting CP           | Liga BPI              | 15          | 2           | 2                     | 0                     | LDC                            | 2                              | 0                              | A         | 6         | 0         | 25    | 2     |
| 2019-2020             | Sporting CP           | Liga BPI              | 11          | 1           | 5                     | 0                     | -                              | 0                              | 0                              | A         | 4         | 0         | 20    | 1     |
| 2020-2021             | Sporting CP           | Liga BPI              | 16          | 4           | 2                     | 0                     | -                              | 0                              | 0                              | A         | 0         | 0         | 18    | 4     |
| Sous-total            | Sous-total            | Sous-total            | 88          | 22          | 19                    | 1                     | -                              | 5                              | 0                              | -         | 30        | 1         | 142   | 24    |
| Total sur la carrière | Total sur la carrière | Total sur la carrière | 106         | 22          | 19                    | 1                     | -                              | 8                              | 1                              |           | 60        | 2         | 193   | 26    |

Statistiques actualisées le 6 mai 2021

#### Matchs disputés en coupes continentales
| Matchs | Date         | Stade                             | Adversaire       | Résultat | Minutes | Compétition         | Buts | Tour                   | Club        |
| ------ | ------------ | --------------------------------- | ---------------- | -------- | ------- | ------------------- | ---- | ---------------------- | ----------- |
| 1      | 8 août 2013  | Stade municipal de Fátima, Fátima | FC Zürich Frauen | 5 – 0    | 90 min  | Ligue des champions | 0    | Phase de qualification | CA Ouriense |
| 2      | 10 août 2013 | Stade municipal de Fátima, Fátima | KÍ Klaksvík      | 2 – 1    | 90 min  | Ligue des champions | 1    | Phase de qualification | CA Ouriense |
| 3      | 13 août 2013 | Stade municipal de Fátima, Fátima | ŽFK Ekonomist    | 1 – 1    | 90 min  | Ligue des champions | 0    | Phase de qualification | CA Ouriense |
| 4      | 22 août 2017 | Stade Hévízi úti, Budapest        | BIIK Kazygurt    | 2 – 1    | 90 min  | Ligue des champions | 0    | Phase de qualification | Sporting CP |
| 5      | 25 août 2017 | Stade Nándor Hidegkuti, Budapest  | MTK Hungária FC  | 2 – 0    | 90 min  | Ligue des champions | 0    | Phase de qualification | Sporting CP |
| 6      | 28 août 2017 | Stade Hévízi úti, Budapest        | KF Hajvalia      | 1 – 4    | 71 min  | Ligue des champions | 0    | Phase de qualification | Sporting CP |
| 7      | 7 août 2018  | Stade Gradski vrt, Osijek         | Avaldsnes IL     | 3 – 2    | 73 min  | Ligue des champions | 0    | Phase de qualification | Sporting CP |
| 8      | 10 août 2018 | Stade Gradski vrt, Osijek         | ŽNK Osijek       | 3 – 0    | 1 min   | Ligue des champions | 0    | Phase de qualification | Sporting CP |

### En sélection nationale[8]
Alors qu'elle a 16 ans, l'entraîneur José Paisana se rend à Madère pour superviser des joueuses. Il l'appelle pour un stage de moins de 18 ans, et parmi 35 joueuses, elle est directement sélectionnée avec les U19. Elle débute avec l'équipe portugaise, en tant que titulaire, le 2 juillet 2012, lors d'un match contre la Turquie, comptant pour le Championnat d'Europe féminin de football des moins de 19 ans 2012. Lors de ce dernier les portugaises atteignent les demi-finales pour la première fois de leur histoire. Le 9 avril 2015, elle dispute son dernier match avec les 
U19 et cela de nouveau contre la Turquie. Finalement elle aura totalisé 25 matchs joués et marqué quatre.
Le 26 octobre 2013, lors d'une défaite, 7 à 0, contre les Pays-Bas, comptant pour le groupe E des éliminatoires de la Coupe du monde féminine de football 2015, elle fait ses débuts avec l'équipe senior. Le 6 juillet 2017, elle est appelée par l'entraîneur Francisco Neto afin de représenter le Portugal à l'Euro 2017, devenant ainsi la première joueuse de football de Madère à représenter la sélection du Portugal dans un Championnat d'Europe.
| Matches officiels de Fátima Pinto en sélections portugaises au 15 décembre 2019 | Matches officiels de Fátima Pinto en sélections portugaises au 15 décembre 2019 | Matches officiels de Fátima Pinto en sélections portugaises au 15 décembre 2019 | Matches officiels de Fátima Pinto en sélections portugaises au 15 décembre 2019 | Matches officiels de Fátima Pinto en sélections portugaises au 15 décembre 2019 |
| Club                                                                            | V.                                                                              | N.                                                                              | D.                                                                              | Buts                                                                            |
| ------------------------------------------------------------------------------- | ------------------------------------------------------------------------------- | ------------------------------------------------------------------------------- | ------------------------------------------------------------------------------- | ------------------------------------------------------------------------------- |
| Portugal U19 (25 matchs:35,21%) (Incomplet)                                     | 7 (46,67%)                                                                      | 3 (20,00%)                                                                      | 5 (33,33%)                                                                      | 4 (80,00%)                                                                      |
| Portugal A (46 matchs:64,79%) (Incomplet)                                       | 16 (35,56%)                                                                     | 10 (22,22%)                                                                     | 19 (42,22%)                                                                     | 1 (20,00%)                                                                      |
| Total (Incomplet)                                                               | 23 (38,33%)                                                                     | 13 (21,67%)                                                                     | 24 (40,00%)                                                                     | 5                                                                               |

#### Buts de Fátima Pinto en sélection du Portugal
A ce jour (15/12/19), Fátima Pinto, n'a marqué qu'un seul but avec la sélection A du Portugal. Ce but a eu lieu, le 30 juin 2018, face à la Moldavie. Elle marque le dernier but des lusitaniennes à la 90e minute.
| Sélections | Date         | Stade                    | Adversaire | Résultat | Compétition          | Buts |
| ---------- | ------------ | ------------------------ | ---------- | -------- | -------------------- | ---- |
| 35         | 30 juin 2018 | Zimbru Stadium, Chisinau | Moldavie   | 0 – 7    | Qualif. Mondial 2019 | 1    |

## Palmarès

### Avec leCA Ouriense
- Vainqueur de la Liga feminina en 2013-14
- Vainqueur de la Taça de Portugal en 2013-14

### Avec leSporting CP
- Vainqueur de la Liga feminina en 2016-17 et 2017-18
- Vainqueur de la Taça de Portugal en 2016-17 et 2017-18
- Vainqueur de la supertaça de Portugal en 2017
- Vice-champion de la Liga feminina en 2018-19
- Finaliste de la supertaça de Portugal en 2018